# Aurel Popp

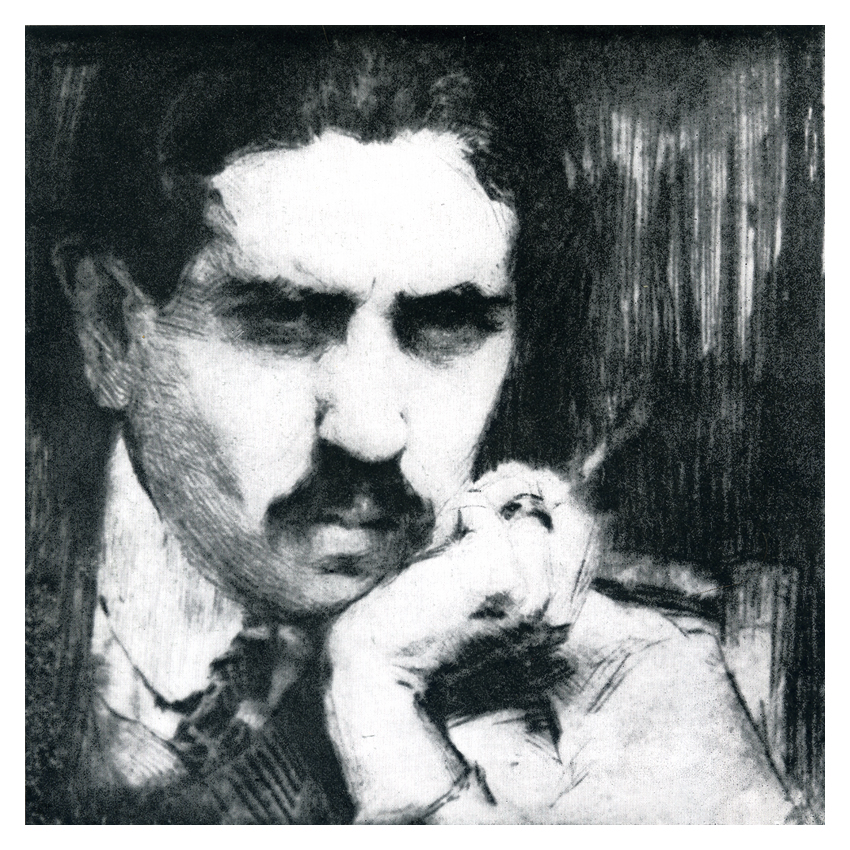
"Autoportret", litogravură, Paris, 1911 Muzeul de Artă Satu Mare

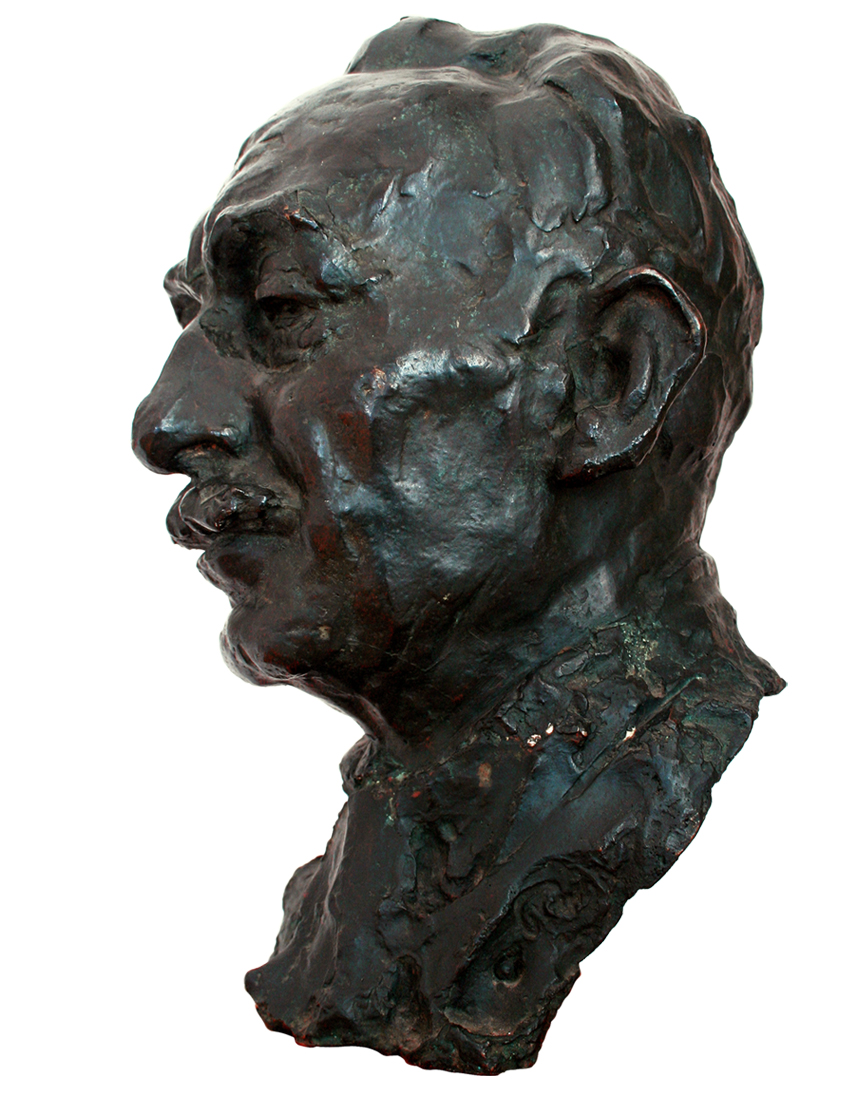
"Portretul Dr. Lükö Béla", bronz, 1936 Muzeul de Artă Satu Mare

Aurel Popp (n. 30 august 1879, Căuaș, Satu Mare – d. 8 august 1960, Satu Mare) a fost un pictor, sculptor și grafician român. A aparținut celei de a doua generații a Școlii de pictură din Baia Mare.

## Viața
Aurel Popp s-a născut în data de 30 august 1879 în comuna Căuaș (în Comitatul Sălaj, actualmente în județul Satu Mare), într-o veche familie de preoți români uniți (greco-catolici).
1882 Rămâne orfan de tată (preotul greco-catolic Samuil Popp) și duce o copilărie plină de griji împreună cu frații săi (Ioan, Mihai și Octavian), de la această dată cei patru băieți fiind crescuți în exclusivitate de mamă (Mária Popp, n. Șopronyi).
1886-1892 Urmează școala primară în Căuaș, apoi în comuna Craidorolț, apoi în orașul Carei.
1892-1899 Urmează Liceul piarist din Carei, unde se împrietenește cu poetul Ady Endre. Din această perioadă datează primele încercări artistice. 
1889 Se înscrie la Școala superioară de desen și caligrafie din Budapesta, ducând în continuare o viață plină de lipsuri.
1903 În anul IV a fost trimis în Italia cu o bursă de studiu. Vizitează Roma, Siena, Perugia, Assisi și Orvieto. După obținerea diplomei de profesor de desen se întoarce la Satu Mare unde își petrece vacanța desenând și pictând. La sfârșitul acestui an este încorporat.
1904 Îndeplinește stagiul militar la Viena; vizitează muzeele și frecventează cursurile Academiei de Belle Arte. După demobilizare ocupă o catedră la Huedin, ca profesor suplinitor.
1905-1906 Activează, pe rând, ca desenator tehnic, profesor suplinitor la un liceu particular, iar în cele din urmă profesor de desen la Liceul Regal Maghiar din Satu Mare (actualul Liceu Mihai Eminescu), unde a activat până la începutul Primului Război Mondial (1914).
1907 Se căsătorește cu Irina Madzsar, cu care va avea trei băieți (Aurel, Augustin și Sabin). Participă la Salonul din Budapesta, la care participă apoi în fiecare an. Debutul său este remarcat elogios de presă.
1908 Publică broșura Despre situația artistică și de artizanat a orașului nostru (Satu Mare, n.a.).
1908-1909 Organizează la Satu Mare un curs de artă plastică pentru copiii talentați.
1911-1913 Primește din partea Ministerului Cultelor o bursă de studii la Paris, unde se înscrie la Academia Julian pentru a studia pictura. În paralel, urmează cursurile de sculptură ale lui Paul Landovski, sculptor francez de origine poloneză, autor al lucrării monumentale „Cristo Redentor” (Cristos Mântuitorul) din Rio de Janeiro. Câștigă în câteva rânduri premiul I pentru pictură și desen. Pentru a se putea susține financiar, prestează la Paris diverse munci brute, inclusiv la docurile de pe malurile Senei. Călătorește la Meissen (unde studiază ceramica), la Londra și Berlin. Obține prelungirea bursei și, după o scurtă vizită în țară, se reîntoarce la Paris. Face călătorii de studii la Madrid, Bruxelles, Düsseldorf, Köln, München, Amsterdam și Londra. 
1913 Revine în țară și organizează o expoziție personală la Satu Mare cu lucrările realizate în străinătate.
1914 Pe 28 iulie izbucnește Primul Război Mondial, iar la 1 august este convocat sub arme în armata austro-ungară. Întrerupe lucrul la pânza „În grădină”, inscripționată ulterior: „...Interrompu le 1-er Aôut 1914, au son des cloches de midi, lorsque j'ai reçu ma convocation pour la guerre mondiale...” (...Întrerupt la 1 august 1914, la bătaia de amiază a clopotelor, când am primit convocarea pentru războiul mondial...) (1920).
1918 Se află pe fronturile din Italia și Rusia. Experiența de participant activ pe front este determinantă în evoluția ulterioară a viziunii sale artistice cu implicare socială (materializată mai târziu prin realizarea unei serii de lucrări, unele de mari dimensiuni, cu tematică antimilitaristă). În perioada anilor de front execută un număr impresionant de desene și schițe, de la portrete ale unor camarazi de arme, la scene din tranșee.
1919 Asemeni altor intelectuali cu vederi stângiste din epocă, se alătură mișcării revoluționare și este anchetat. Este ales președinte al sindicatului pe țară al profesorilor de desen.
1921 Din inițiativa lui Emil Isac, Ioan Thorma și Aurel Popp se organizează la Cluj ampla expoziție de artă plastică Collegium Artificum Transilvanicorum, cu participarea a peste 80 de artiști. Aurel Popp expune 32 de lucrări. Se împrietenește cu poetul Emil Isac. Încearcă, fără rezultat, să înființeze la Satu Mare o școală de artă pentru copiii săraci talentați. Pentru a-și câștiga existența începe să se ocupe cu olăritul. Face cunoștință cu poetul Octavian Goga.
1922 Este vizitat la Satu Mare de Nicolae Tonitza. Relația lor se transformă într-o strânsă prietenie, documentată de o corespondență întinsă pe mai mulți ani. Apare în revista Artele frumoase articolul lui Tonitza despre Aurel Popp. Din cauza criticilor publice aduse statului, acesta din urmă anulează singura comandă acordată artistului, lucrarea Moartea lui Decebal (obținută inițial prin intervenția lui Octavian Goga). Tot în această perioadă are loc contactul cu Colonia de pictură de la Baia Mare (fondată de pictorul Simon Hollósy în 1896). Se separă după un timp de acest grup (pictura sa contravenind stilului propriu-zis de la Baia Mare) și se retrage cu atelierul la Baia Sprie, o mică localitate lângă Baia Mare. În jurul său se grupează numeroși alți pictori cu vederi avant-gardiste proveniți din cadrul aceleiași colonii. 
1923-1927 Conduce, la Satu Mare, atelierul de porțelanuri și olărie DAC, întreprindere care ulterior va falimenta (se păstrează însă o serie întreagă de prototipuri). În această perioadă realizează lucrările sale de mari dimensiuni cu tematică socială și antimilitaristă.
1924 Se înscrie în Sindicatul Artelor Frumoase.
1926 Participă la Salonul oficial din București.
1927 Expune din nou la Salonul oficial. Lucrează la schițele Monumentului Unirii și la proiectul unor picturi murale pentru Camera de Comerț din Timișoara (lucrări nefinalizate, rămase în stadiul de proiect).
1932 Din acest an și până în 1943 merge în fiecare vară la Baia Sprie unde pictează peisaje.
1933-1934 Este numit profesor la Școala de Arte Frumoase din Timișoara. Execută bustul lui Vincențiu Babeș și al lui I. G. Duca, dezvelite în anul 1934 în Timișoara. Își construiește atelierul de pictură din Satu Mare.
1935 Realizează Monumentul eroilor de la Lipova, dezvelit în anul următor.
1936 Împreună cu Ioan Thorma, organizează Congresul artiștilor plastici din Transilvania și Banat. Participă cu două machete și mai multe proiecte la un concurs pentru monumentul memorandistului Vasile Lucaciu.
La 1 noiembrie 1936 episcopul Alexandru Rusu a sfințit Capela familiei Pop din Satu Mare, lăcaș proiectat și realizat de Aurel Popp împreună cu frații săi Mihai și Octavian.
1938 Proiectează Mausoleul Dr. Lükö Béla
1940 În perioada ocupației hortyiste a Ardealului de Nord a fost expus atacurilor presei fasciste, din cauza atitudinii sale moderate, împotriva războiului. 
1946 Lucrează la un ciclu de compoziții inspirate din viața muncitorilor forestieri din Țara Oașului.
1948 Proiectează un monument dedicat lui Nicolae Bălcescu.
1949 Participă la expoziția regională din Cluj și la expoziția artiștilor din Satu Mare.
1950 Începe un ciclu de studii pentru compoziții dedicate unor personaje istorice din Ardeal: Gheorghe Doja, Horea, Cloșca și Crișan, Avram Iancu.
1954 Lucrează la restaurarea casei natale a poetului Ady Endre și execută mai multe schițe pentru monumentul poetului. Participă la expoziția Pentru pace, organizată de Muzeul de Artă Cluj.
1955 Participă la expoziția regională de artă plastică din Baia Mare și la expoziția internațională de la Varșovia.
1956 Face o călătorie de studiu și documentare la Cluj și Aiud în vederea realizării unei compoziții dedicate lui Horea. Participă la expoziția artiștilor plastici din Satu Mare.
1958 I se conferă titlul de Artist emerit. Nu se duce să-și ridice personal titlul.
1959 (1960?) Întreprinde o nouă călătorie de documentare la Cluj, Turda, Alba Iulia, Târgu Mureș, în care este însoțit de singura lui nepoată, Irina.
1960 Încetează din viață la 8 august, cu puțin înainte de a împlini 81 de ani.

## Recunoaștere postumă
- Expoziții retrospective
  - În anul 1966 Muzeul regional Maramureș din Baia Mare organizează o expoziție retrospectivă Aurel Popp.
  - În anul 1968 Muzeul de Artă din Cluj organizează o amplă expoziție retrospectivă Aurel Popp.
- Secția permanentă Aurel Popp din cadrul Muzeului de Artă Satu Mare
  - În anul 1969 a fost deschisă în cadrul Muzeului de Artă Satu Mare secția cu expoziția permanentă dedicată pictorului Aurel Popp.
- Strada Aurel Popp
  - În anii '70, în urma nenumăratelor memorii adresate conducerii administrației locale, fiul artistului (Dr. Aurel Popp) reușește să obțină schimbarea denumirii străzii pe care a locuit și a creat pictorul (până la moartea sa, în 1960), din strada Turbinei în strada Aurel Popp.
- Atelierul memorial Aurel Popp

Atelierul a fost construit de artist, după proiectul propriu, între anii 1933-1935. A lucrat aici până în anul morții, 1960. După această dată clădirea a trecut în proprietatea statului și a fost folosită succesiv ca locuință, depozit, etc., intrând în cele din urmă în paragină și într-o stare avansată de degradare, ajungând la un pas de demolare. A fost in cele din urma preluată de Muzeul Județean Satu Mare, iar între anii 1998-2000 a fost restaurată și inaugurată ca atelier memorial, fiind inclusă în circuitul muzeistic. Sunt expuse aici lucrări de pictură, grafică, sculptură, fotografii, documente, obiecte personale ale artistului și câteva piese de mobilier, inclusiv unul din șevalete. Ocazional, spațiul este folosit și pentru diverse comunicări pe teme artistice si expoziții de artă plastică. 
Atelierul memorial se află în Satu Mare, pe strada Aurel Popp la numărul 13.
- Liceul de Artă Aurel Popp

În anul 1999, Liceul de Artă din Satu Mare primește denumirea de Liceul de Artă Aurel Popp.
- Anul cultural Aurel Popp

În anul 2009, a fost dezvelit în Satu Mare bustul lui Aurel Popp, cu ocazia împlinirii a 130 de ani de la nașterea artistului, în cadrul Anului Cultural Aurel Popp. Bustul de bronz este amplasat in Piața Romană din Satu Mare, în apropierea atelierului memorial. În același an au fost organizate o serie întreagă de evenimente dedicate vieții si creației lui Aurel Popp.
- Prima expoziție retrospectivă Aurel Popp in București

La aproape jumătate de secol de la moartea artistului, pe data de 31 martie 2010 a fost vernisată prima expoziție retrospectivă Aurel Popp in București, la Galeria Dialog, în ciclul Restituiri și Mari repere ale artei românești.

## Distincții
- titlul de Artist emerit al Republicii Populare Romîne (15 mai 1957) „pentru merite deosebite în activitatea artistică, pedagogică, precum și în munca din alte domenii ale culturii”[2]